# 仲布·次仁多杰
仲布·次仁多杰（1964年—）藏族，青海尖扎人，藏学家。

## 简历
1964年，仲布·次仁多杰出生于青海尖扎。后来，他获得大学本科学历。出任西藏自治区社会科学院当代研究所所长、研究员，中国少数民族哲学研究学会理事，西藏大学客座教授、研究生导师、英国牛津大学客座教授。
2008年，当选第十一届全国政协委员，代表社会科学界，分入第三十二组。

## 著作

### 专著、译著、编著
- 仲布·次仁多杰，雪域沉思录（藏文），民族出版社，1995年7月
- 仲布·次仁多杰，藏族哲学的理智（藏文），甘肃民族出版社，1996年7月
- 仲布·次仁多杰，新思维浪潮（藏文），西藏人民出版社，1999年9月
- 仲布·次仁多杰，藏族文化与知识经济（藏文），民族出版社，2002年7月
- 仲布·次仁多杰，人类智慧概论（藏文），民族出版社，2004年7月
- 仲布·次仁多杰，西方哲学辞典（藏文），民族出版社，1997年
- 仲布·次仁多杰编，恰白·次旦平措学术思想研究丛书（汉文、藏文），西藏藏文古籍出版社、中国藏学出版社，2007年10月

### 论文
（略）